# 다람쥐유대하늘다람쥐
다람쥐유대하늘다람쥐 또는 다람쥐주머니하늘다람쥐(Petaurus norfolcensis)는 주머니하늘다람쥐과에 속하는 유대류의 일종이다. 야행성 유대하늘다람쥐이다. 오스트레일리아 남부의 사우스오스트레일리아 주와 빅토리아 주 경계선의 도시부터 오스트레일리아 남동부 지역을 거쳐 퀸즐랜드 주 북부까지 분포한다. 1939년 이후 오스트레일리아 남부 지역에서 유전자 검사로 이 종의 서식 여부를 확인하기 전까지는 멸종된 것을 간주해 왔다. 다람쥐유대하늘다람쥐는 오스트레일리아 남동부의 건조 경엽수림과 산림에서 서식한다. 그러나 퀸즐랜드 주에서는 습윤 유칼립투스 숲에서 발견된다.